# 세토피아
세토피아(Setopia Co., Ltd.)는 대한민국의 코스닥 상장 기업으로, 정보 보안 솔루션 개발 및 공급, 코로나 진단기, 진단 키트, 개인용 혈당 측정기 등의 해외 수출 사업을 하고 있다. 또한 스테인리스 판재류 가공 유통 사업과 희토류 사업, 유통 사업(전자 담배 등)도 영위하고 있다. 본사는 서울특별시 강남구 역삼로 413 세토피아빌딩 3층, 5층에 위치해 있으며 대표이사는 서상철이다.

## 투자
나스닥에 상장한 한류홀딩스에 투자하여 보유한 신주 인수권부 사채를 주식으로 전환, 차익을 실현한 바 있다2024년 구조 조정의 일환으로 IT보안사업부를 매각하였다

## 참고 문헌
1. ↑  한경석, 세토피아, 한류홀딩스 투자 2년 만에 회수 임박, 딜사이트, 2023.08.01
2. ↑  박기영, 세토피아, 대규모 구조 조정 실행…"적자 구조 탈피", 딜사이트, 2024년 3월 4일